# Jerónimo Arteaga-Silva

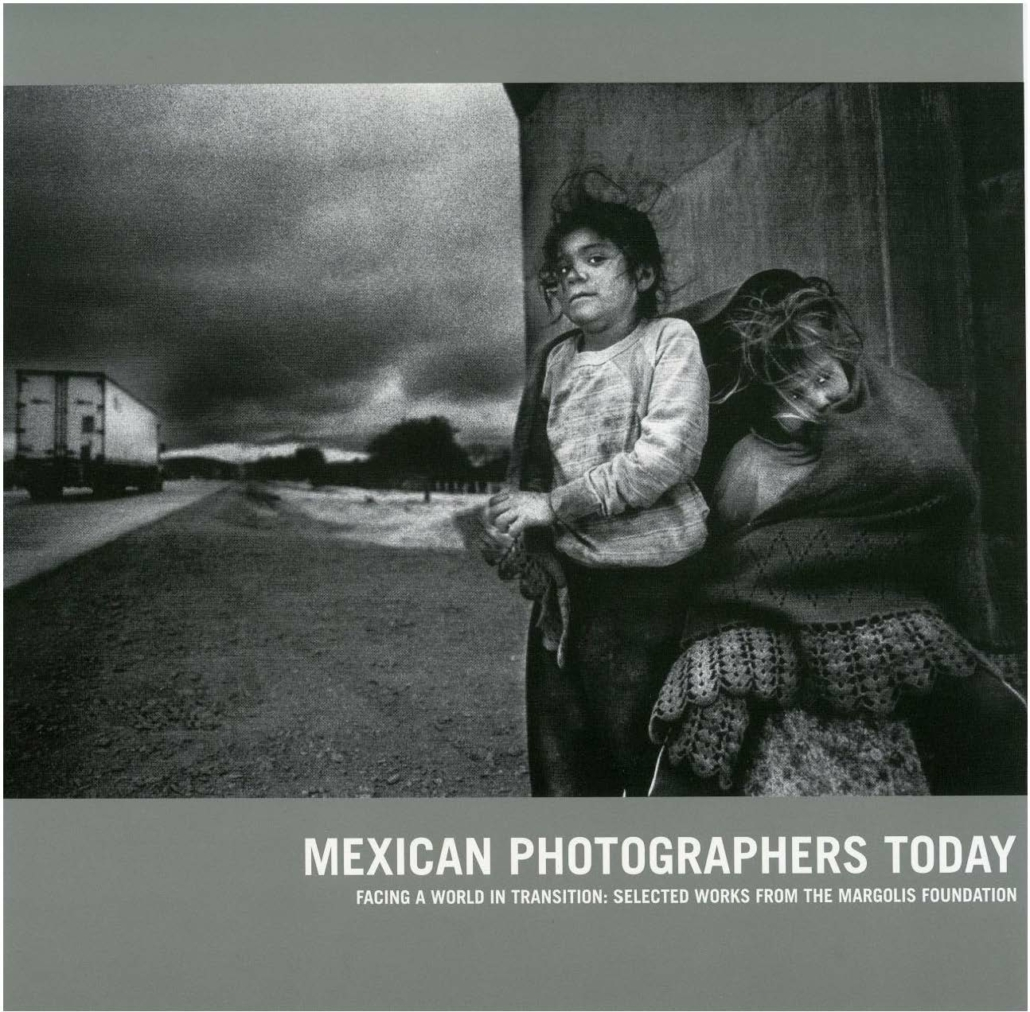
Titelblatt des Ausstellungskatalogs „Mexican Photographers Today“. (Tucson Museum of Art, Arizona, USA. 2008) Das Titelbild ist Teil der Serie „Leben in der Wüste“ von Jerónimo Arteaga-Silva.

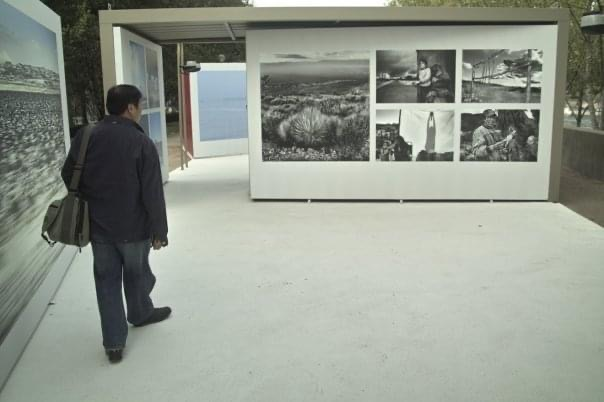
Bild der Ausstellung „Vivir en el Desierto“ von Jerónimo Arteaga-Silva, organisiert vom Musée du Quai Branly in Paris. 2009.

Jerónimo Arteaga-Silva (* 5. Dezember 1972 in Ecatepec, Mexiko) ist ein deutsch-mexikanischer Fotokünstler, Fotograf und Fotojournalist.
Arteaga-Silva absolvierte ein Architekturstudium an der Universidad Nacional Autonoma de Mexico in Mexiko-Stadt. Er begann seine Karriere als Fotojournalist im Jahr 1994 bei der Zeitung El Ciudadano in der Stadt San Luis Potosí in Mexiko. 1998 trat er der Zeitung La Jornada in Mexiko-Stadt unter der Leitung von Pedro Valtierra bei, und im Jahr 2001 war er Teil des Teams der Agentur ImagenLatina, die von Marco Antonio Cruz geleitet wurde. Er emigrierte 2008 nach Deutschland.
Er hat seine Werke in Museen und Galerien u. a. in Mexiko, den Vereinigten Staaten, Kuba, Argentinien, Frankreich, Deutschland, China und Spanien ausgestellt. So sind seine Bilder in der Sammlung des George Eastman Museums. in USA und Centro de la Imagen in Mexiko City.

## Stipendien und Preise (Auswahl)
- Im Jahr 2000/01 erhielt er den Preis in der Kategorie Politik bei der Biennale des Mexikanischen Fotojournalismus.[4][5]
- Im Jahr 2002 erhielt er in Paris den Premio Martin Chambi, der von der Unión Latina[4] verliehen wird.
- Im Jahr 2007 gewann er in Mexiko den Premio Nacional de Periodismo Cultural Fernando Benitez.[6][7]

## Ausstellungen (Auswahl)
- 2007 The Gaze of 45 Mexican Photographers (Gruppenausstellung) Guangzhou Museum of Art, China[8]
- 2008 Mexican Photographers Today: Facing a World in Transition (Gruppenausstellung) Tucson Museum of Art, Tucso, Arizona, USA[9][10]
- 2009 Vivir en el Desierto (Gruppenausstellung) in Rahmen der Festival Photoquai, Biennale des Images du Monde Musée du Quai Branly, Paris.
- 2015 Calavera[11] (Gruppenausstellung) Kultur Bahnhof Eller, Düsseldorf[12]
- 2024 Bruder[13] (Gruppenausstellung) Weltkunstzimmer, Düsseldorf. Deutschland

## Rezeption
In der Zeitschrift Luna Córnea (Spanisch), die sich auf fotografische Kunst spezialisiert und vom Museo Centro de la Imagen in Mexiko herausgegeben wird, wurde die Bedeutung seiner dokumentarischen Arbeit in der Gemeinde El Mexe anerkannt, wo im Jahr 2000 ein Volksaufstand gegen den Staat ausbrach. Diese Bilder sind Teil der Sammlung des genannten Museums.
Die Vogue zählte 2019 Jerónimo Arteaga-Silva zu den 10 mexikanische Fotografen, die man kennen muss.